# 肖央
肖 央（シャオ・ヤン、1980年4月7日-）は、中国河北省承徳市生まれの、中国本土の男性歌手、俳優、監督、脚本家。民族は満族（満州族）である。

## 来歴
シャオ・ヤンは、北京電影学院で2005年に広告演出の学位を取得した。卒業を間近に控えた彼が初めて受けたCMのクライアントは、広告代理店のオーナーでもある歌手・タレントの ワン・タイリー（王太利）だった。
2007年、シャオ・ヤンはワン・タイリーから編曲の依頼を受ける。その後、2人でポップス歌手デュオ「筷子兄弟（中国語版Wikipedia）
（仮訳：お箸ブラザーズ）」を結成するとともに、ミュージカル映画「男芸伎回憶録 （仮訳：ある男性タレントの備忘録）」に出演して注目を浴びた。
その後、シャオ・ヤンは映画『父親』『老男孩之猛龍過江（中国語版Wikipedia）（仮訳：オールドボーイたちの「ドラゴンへの道」）』『唐人街探案（邦題：唐人街探偵 THE BEGINNING）』などの映画に出演するとともに、「小苹果（仮訳：小さなリンゴ）」などの曲も発表。
2014年11月に 中国国家電影局（中国語版）が「中米映画人材交流プログラム」を立ち上げた際、 シャオ・ヤンはチェン・スーチェン（陳思成）、グオ・ファン（郭帆）、ニン・ハオ（寧浩）、ルー・ヤン（路陽）の若手監督4名とともにアメリカに派遣され、交流・研修を行った。

## 出演
映画
- ドラゴン・ブレイド（2014年）
- 唐人街探偵 THE BEGINNING（2015年）
- 少年班（2015年）
- ウーマン・イン・レッド ～スキャンダルな夫～（2016年） ※2017東京／沖縄・中国映画週間で上映
- 唐人街探偵 NEW YORK MISSION（2018年）
- 共謀家族（2019年）
- 唐人街探偵 東京MISSION（2021年）
- シスター 夏のわかれ道（2021年）